# Digitaria glauca
Digitaria glauca är en gräsart som beskrevs av Aimée Antoinette Camus. Digitaria glauca ingår i släktet fingerhirser, och familjen gräs. Inga underarter finns listade i Catalogue of Life.